# (6143) Pythagore
(6143) Pythagore, désignation internationale (6143) Pythagoras, est un astéroïde de la ceinture principale.

## Description
(6143) Pythagore est un astéroïde de la ceinture principale. Il fut découvert par Eric Walter Elst le 14 mai 1993 à La Silla. Il présente une orbite caractérisée par un demi-grand axe de 2,855 UA, une excentricité de 0,069 et une inclinaison de 1,567° par rapport à l'écliptique.
Il fut nommé en hommage au réformateur religieux et philosophe présocratique Pythagore, également mathématicien et scientifique.

## Compléments